# Boston-Marathon 1905
| 9. Boston-Marathon     | 9. Boston-Marathon          |
| ---------------------- | --------------------------- |
| Stadt                  | Boston, Vereinigte Staaten  |
| Datum                  | 19. April 1905              |
| Distanz                | 37 – 38,5 Kilometer         |
| Sieger                 |                             |
| Männer                 | Frederick Lorz (2:38:25 h.) |
| ← Boston-Marathon 1904 | Boston-Marathon 1906 →      |
| Website                | Offizielle Website          |

Der Boston-Marathon 1905 war die 9. Ausgabe der jährlich stattfindenden Laufveranstaltung in Boston, Vereinigte Staaten. Der Marathon fand am 19. April 1905 statt. Die Laufdistanz betrug zwischen 37 und 38,5 Kilometer.
Es gewann Frederick Lorz in 2:38:25 h.

## Ergebnis
| Platz | Athlet            | Land               | Zeit (h) |
| ----- | ----------------- | ------------------ | -------- |
| 01    | Frederick Lorz    | Vereinigte Staaten | 2:38:25  |
| 02    | Louis Marks       | Vereinigte Staaten | 2:39:50  |
| 03    | Robert Fowler     | Vereinigte Staaten | 2:41:07  |
| 04    | H:F: Miller Jr.   | Vereinigte Staaten | 2:42:44  |
| 05    | E:S: Farnsworth   | Vereinigte Staaten | 2:43:01  |
| 06    | David J. Kneeland | Vereinigte Staaten | 2:48:32  |
| 07    | T.J. Sullivan     | Vereinigte Staaten | 2:52:47  |
| 08    | J. F. Kennedy     | Vereinigte Staaten | 2:53:17  |
| 09    | M.J. O’Neil       | Vereinigte Staaten | 2:53:56  |
| 10    | H.S. Hunt         | Vereinigte Staaten | 2:54:51  |